# PAS 2050
PAS 2050 es una recomendación que describe el método para la medida de la emisión de gases de efecto invernadero(GEI) producidos en toda la cadena de producción de productos y servicios. Esta especificación ha sido desarrollada por British Standards Institution a requerimiento conjunto del Departamento de Medio Ambiente, Alimentación y Medio Rural (Defra) en el Reino Unido y de la organización no-gubernamental Carbon Trust. 

## Historia
En junio del año 2007, cuando Carbon Trust y Defra solicitaron a British Standards Institution el desarrollo de la especificación a British Standards Institution. Desde su creación la norma se ha enriquecido con las contribuciones de un gran número de implicados de alguna manera en los procesos de emisión de gases de efecto invernadero. Hasta la fecha se han realizado dos consultas, la primera en octubre de 2007 y la segunda en marzo de 2008 en las que se han recogido las contribuciones de grupos de trabajo formados por expertos. Finalmente la especificación se ha probado en compañías piloto bajo la supervisión de los grupos de trabajo.

## Descripción
El término “Huella de carbono de un producto” se refiere a las emisiones de gases de efecto invernadero (GEI), cuantificadas en emisiones de CO2 equivalentes, que son liberadas a la atmósfera a lo largo del ciclo de vida del producto.
De este modo, las organizaciones e individuos pueden evaluar la contribución al Cambio Climático de los productos que utilizan.
En el término genérico “producto”, se incluye cualquier bien o servicio.
La especificación PAS 2050 ha sido desarrollada por British Standards Institution (BSI) y copatrocinada por Carbon Trust y Defra (Department for Environment Food and Rural Affairs) con el fin de facilitar a las empresas y partes interesadas un método claro y consistente para medir la Huella de Carbono de los productos, teniendo en cuenta las directrices de las IPCC 2006, IPCC 2007 y las normas BS EN ISO 14021, BS EN ISO 14044, BS EN ISO/IEC 17050-1 y ISO/TS 14048.
El método descrito en la especificación PAS 2050 permite evaluar de manera normalizada la Huella de Carbono de cualquier tipo de producto y en particular a:
Actualmente co• Los productos Business-to-Consumer (B2C), en los cuales el cliente es el consumidor final
• Los productos Business-to-Business (B2B), en los cuales el cliente es una empresa que utiliza el producto como una entrada para incorporarlo a su producto final
• Los servicios, los cuales pueden ser B2C o B2B.
La verificación de la huella de carbono consiste en la comprobación, por una tercera parte independiente, de que el cálculo realizado por el suministrador del producto cumple con las exigencias de la especificación PAS 2050
La verificación de la huella de carbono según la PAS 2050 va dirigida a cualquier organización comprometida con el medio ambiente que desee validar la Huella de Carbono de uno o más de sus productos.

## Rasgos y beneficios
Los beneficios de la verificación de la huella de carbono según la PAS 2050, entre otros, son:
Para las empresas fabricantes de productos y proveedores de servicios:
1. Disponer de un método claro y consistente para evaluar y verificar las emisiones de gases de efecto invernadero de los productos a lo largo de su ciclo de vida
2. Facilitar la evaluación de configuraciones alternativas de sus productos y de sus sistemas de fabricación y logística sobre la base de su Huella de Carbono
3. Facilitar la selección de materias primeras y suministradores sobre la base de la Huella de Carbono
4. Permitir la comparación de productos similares sobre la base de su Huella de Carbono, utilizando un método normalizado y reconocido de evaluación
5. Comunicar a sus clientes, consumidores y sociedad en general, su compromiso de reducción de la Huella de Carbono de sus productos

Para los consumidores de productos y servicios:
1. Proveer de una base común para realizar los informes y evaluar las emisiones de gases de efecto invernadero a lo largo del ciclo de vida de los productos, de modo que permita la comparabilidad y uniformidad en entendimiento
2. Proveer a los grandes consumidores de la oportunidad de entendimiento de las Huellas de Carbono cuando toman las decisiones de compra o en la utilización de los productos y servicios.